# トヨタ・マッシーダイナ
マッシーダイナ（Massy Dyna）は、日本の自動車メーカー・トヨタ自動車工業（現・トヨタ自動車）が1969年から1980年まで製造・販売した中型4トンクラストラックである。

## 概要
1969年、FC/DC系の後継として登場。当時3t積みまで用意されていたダイナと、5t積み以上の大型トラックDA/FA115C系とのギャップを埋めるモデルである。当時は4tクラスのキャブオーバー型トラック市場の成長期で、ライバルには既に傘下に収めていた日野自動車のレンジャーKL型、後にいすゞ・フォワードに発展するセミキャブオーバー型のいすゞ・TY型、三菱ふそう・ファイターの前身になるT620型、日産自動車のSC/QC80型など強力なライバルが揃っていたが、やはり同年東洋工業も同じく4トンクラスのマツダ・ボクサーでこのクラスに新規参入している。
名称上はダイナの姉妹車のようであるが、当時のU10系ダイナとは外観・構造的に共通点は少なく、むしろDA/FA115C系の縮小版という印象が強い。例えばギアシフトもダイナは3ｔ積でもシンクロメッシュを搭載した4速コラムシフトであったが、マッシーダイナは1速ノンシンクロの5速フロアシフトとなっており、プロのトラックドライバー向けの設計であった。
搭載エンジンによって形式名は異なり、F型3878cc・130PSガソリンエンジン車はFC10、レンジャーKL型と同じ、日野自動車製DQ100型4507cc・105psディーゼルエンジン車はQC10と呼ばれた。この時期になっても燃料費の面で競争力を失っていたガソリン車をラインナップしているのは、トヨタがガソリンエンジンの大型貨物車を古くから得意としており、消防車や特殊車両、官公庁、工場や工務店、問屋での自社使用など、燃料費をあまり問題としない根強いガソリン車需要層の支持を得ていたためである。

## 歴史
- 1969年9月1日 FC/DC系の後継として、当時急成長を続けていた中型トラッククラスにダイナシリーズの最上級車という扱いで登場。

日本最大の自動車メーカーの製品であるものの、燃費が不利なガソリン車中心のラインナップが災いしたほか、変速にダブルクラッチが必須になるなど、運転の煩雑さから4ｔ車の主要な顧客である運送業者が敬遠するようになり、マッシーダイナの販売台数は日野・三菱ふそう・いすゞ・日産ディーゼルの4t車と比較すると非常に少なく、街で見かける機会は多くなく、そのままの姿で数年間継続生産された。
- 1975年3月3日 EC20型にマイナーチェンジ。車名も「マッシーダイナ・カーゴ」に改称された。新しいエンジンはやはり日野自動車製EH100型5871cc・145PSディーゼルエンジンで、この新エンジンによって最大積載量は4500kgに増強された。車体デザインはほとんど変化なかったが、従来黒く塗られていたフロントグリル周辺が白塗りに変わり、DA/FA115C系に一層良く似たイメージとなったが、白塗りのフロントグリルは汚れが目立ちやすく、かえってEC10系より古ぼけた車のようにも見えた。また、整備性が向上するチルトキャブを採用し、安全性の向上として、3連ワイパー、ミラーステーの変更、インパネや計器類のソフトパッド化が進められた。
- 1976年3月29日 積載効率を向上させる超ロング車及びロング広幅車を追加した。超ロング車の荷台は標準ロング車に対して950mm長くなり、また広幅車の荷台はは200mm広げられており、その影響でキャブは標準車を流用しながらフェンダー部のみ幅を広げて法規に対処した。
- 1976年9月9日 同年9月1日から実施された騒音規制に対して騒音対策を施すとともに、ダンプ車の荷台長を3.2mから3.4mに延長した。
- 1980年2月生産終了[1]。ディーゼル貨物車の排出ガス規制 が本格化された1979年度をもってトヨタは4t級以上トラックの国内向け生産から撤退し、この分野は日野自動車の担当に一本化された。また、同年には東洋工業（現・マツダ）も4t級の ボクサーの生産を打ち切ったため、国産の中型トラックは日野・レンジャー・三菱ふそう・FKシリーズ・いすゞ・フォワード・UD・コンドルの4メーカー・4車種体制となった。

## 参考図書
- 『自動車ガイドブック　16巻・22巻・23巻』日本自動車工業会　編
- TOYOTA FAN

## 関連リンク
- トヨタ自動車75年史　マッシーダイナ